# Tenente-ammiraglio
Tenente ammiraglio (olandese: Luitenant-admiraal) è il più alto grado della Marina Reale dei Paesi Bassi, essendo superiore al grado di viceammiraglio e inferiore al grado di ammiraglio, che però è solamente onorario in quanto non viene più usato dal 1956 ed è riservato solamente ai principi della Casa d'Orange-Nassau o al sovrano. Il grado di Tenente Ammiraglio è equivalente al generale nell'esercito e nell'aeronautica dei Paesi Bassi. I Paesi Bassi sono unici nell'uso del grado e del titolo di Tenente Ammiraglio.

## Storia
Il nome Tenente Ammiraglio ha origine alla fine del XVI secolo in seguito ad una serie di eventi. Tutto ebbe inizio con l'accusa di alto tradimento contro il Conte di Horn nel 1567 da parte del Duca d'Alba . Van Horne era allora Ammiraglio dei Paesi Bassi e venne decapitato insieme a Van Egmont nel 1568, il che è in parte considerato la ragione delle rivolte all'inizio della guerra degli ottant'anni. A Van Horne succedette il Conte Massimiliano di Boussu, di idee spagnole, che nel 1573, in qualità di ammiraglio (generale) della flotta ispano-olandese, subì un'umiliante sconfitta nella battaglia dello Zuiderzee, sconfitto da Cornelis Dirkszoon, che in realtà era sindaco di Monnickendam, ma ricoprì temporaneamente la carica di ammiraglio; nei primi anni della Guerra degli ottant'anni, l'ammiraglio non era un grado effettivo, ma una funzione che poteva quindi essere ricoperta con grande successo. L'ammiraglio van Boussu fu imprigionato dai mendicanti d'acqua. A causa del suo alto tradimento nel 1576, con van Boussu che si schierò con Guglielmo d'Orange, il grado di ammiraglio dei Paesi Bassi non fu più utilizzato e sebbene il grado non esista formalmente, la posizione più alta nella marina era ed è ancora chiamata nel linguaggio colloquiale "ammiraglio". Sotto la pressione della Guerra degli ottant'anni e in parte a causa dell'istituzione dell'Unione di Utrecht (1579), le forze furono unite per la guerra navale e furono istituiti degli ammiragliati; il primo nell'Olanda Meridionale fu l'Ammiragliato del Maeze a Rotterdam nel 1575, seguito a breve dall'Ammiragliato dell'Olanda Settentrionale ad Amsterdam. Rotterdam godette del massimo prestigio in tutti gli anni della sua esistenza e godette del privilegio di fornire il comandante operativo più alto della flotta olandese. Nel 1597, gli Stati Generali ratificarono formalmente un partenariato tra i cinque ammiragliati olandesi: Rotterdam, Amsterdam, Zelanda e Frisia (Occidentale). Gli ammiragliati mantennero l'autonomia, anche nella nomina dei propri comandanti, con il grado di tenente ammiraglio e un vice ammiraglio, solitamente direttamente subordinato. Tuttavia, presso l'Ammiragliato di Amsterdam, quest'ultimo grado fu il più alto fino al 1665. In quell'anno, Michiel de Ruyter divenne il primo tenente ammiraglio ad Amsterdam. Per sottolineare la sua statura, alla fine di quell'anno fu nominato tenente ammiraglio dell'Ammiragliato a Rotterdam. Successivamente, nel 1673, fu il primo a essere nominato dallo statolder Guglielmo III al grado di  Tenente-ammiraglio-generale (olandese: Luitenant-admiraal-generaal) per distinguerli dagli altri tenenti ammiragli. Cornelis Tromp, figlio di Maarten Harpertszoon, fu l'unico a ricoprire tale grado in seguito. Tutto ciò illustra la complessa struttura gerarchica che circondava l'ammiragliato. Nei Paesi Bassi, diversi tenenti ammiragli provenienti dalle varie province erano attivi contemporaneamente. Il titolo di ammiraglio generale era riservato allo statolder.
Già all'inizio del XVII secolo, gli Stati Generali avevano nominato un comandante supremo per l'Olanda e la Frisia con il titolo di tenente ammiraglio. Tale onore toccò a Jacob van Wassenaer Obdam senior (1574-1623), che nel 1602, ancora con il nome di Jacob van Duvenvoorde, fu nominato "comandante generale della flotta" dagli Stati Generali. Dopo una vittoria sugli spagnoli nel 1603, gli fu conferito il grado e il titolo di tenente ammiraglio d'Olanda. Suo figlio Jacob junior (1610-1665) ottenne lo stesso grado nel 1653 e si distinse accanto a personaggi di spicco come Maarten Harpertszoon Tromp, Witte de With e Michiel de Ruyter  in diverse importanti battaglie navali, tra cui la seconda guerra anglo-olandese. L'ultimo tenente ammiraglio della Repubblica fu Jan Hendrik van Kinsbergen, comandante durante la quarta guerra anglo-olandese, tra le altre.
Durante la seconda guerra mondiale, il Comandante delle Forze Navali, il Viceammiraglio Johannes Theodorus Furstner, fu nominato Ministro della Marina nel Gabinetto di Guerra di Londra e contemporaneamente promosso a Tenente-ammiraglio nel 1942. Questa è stata la prima nomina a quel grado dal XVIII secolo, se non contiamo il Principe Hendrik (il Navigatore), fratello minore di Re Guglielmo III, e suo nipote, il Principe ereditario Guglielmo ("Wiwill"), figlio maggiore di Re Guglielmo III, che ricoprivano entrambi questo grado. Anche Conrad Emil Lambert Helfrich, Comandante delle Forze Navali nelle Indie Orientali Olandesi, ottenne tale grado.
Il Capo di Stato Maggiore della Difesa, in precedenza il più alto consigliere militare del Ministro della Difesa, veniva solitamente promosso a Generale o, se proveniente dalla Marina, a Tenente-ammiraglio al momento dell'assunzione dell'incarico. Dagli anni cinquanta, il grado è stato conferito a un Capo di Stato Maggiore della Difesa altre cinque volte. Il Comandante delle Forze Armate, se proveniente dalla Marina, viene promosso a Tenente Ammiraglio al momento dell'entrata in carica.
Il protocollo della Marina prevede un grado superiore, quello di ammiraglio. Dopo l'abolizione di questo titolo nel 1573, fu reintrodotto in un altro contesto, senza fondamento giuridico, nel 1830 da Re Guglielmo I a beneficio di suo figlio, il Principe Federico. Il titolo rimase associato alla casa reale per un certo periodo, ma di fatto abolito nel 1956.

## Etimologia
Il significato etimologico (dal francese) della parola tenente è "sostituto". In questo caso si tratta dello statolder che portava il titolo di ammiraglio generale nella Repubblica ed era presidente dei collegi dell'ammiragliato. Tuttavia, in pratica, il tenente ammiraglio era il comandante della flotta.
Il termine "tenente" era utilizzato anche nell'esercito nel XVI secolo. Nel 1575, Filippo di Hohenlohe-Neuenstein fu il primo tenente generale in campo sotto Guglielmo d'Orange. 
In un certo senso, in contrasto con questa spiegazione etimologica, il viceammiraglio (a tre stelle) nella maggior parte delle marine, proprio come nella Marina Reale Olandese, detiene il grado di viceammiraglio. Solo nei Paesi Bassi esiste il grado di Tenente-ammiraglio. Quasi tutte le altre marine militari utilizzano il grado di Ammiraglio per il comandante in capo a quattro stelle, termine che i Paesi Bassi hanno abbandonato per ragioni storiche e aneddotiche.

## Distintivi di grado degli ufficiali ammiragli della Koninklijke Marine
| Codice NATO | OF-10              | OF-9          | OF-8             | OF-7       | OF-6 |
| ----------- | ------------------ | ------------- | ---------------- | ---------- | ---- |
| Paesi Bassi |                    |               |                  |            |      |
| Admiraal    | Luitenant-Admiraal | Vice-Admiraal | Schout-bij-Nacht | Commandeur |      |

### Uniforme Reale
Distintivo di grado del Sovrano dei Paesi Bassi quando indossa l'uniforme della Koninklijke Marine.
| Koninklijke Marine | Monarca dei Paesi Bassi |

## Regno Unito
Il grado di Tenente ammiraglio è stato utilizzato nel Regno d'Inghilterra durante il XVI secolo per l'ufficio di Luogotenente dell'Ammiragliato.